# 앵글로색슨 이교

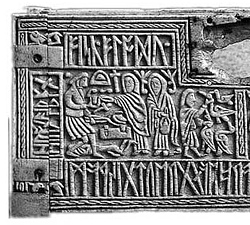
앵글로색슨의 웰란드 전설이 묘사된 관화.

앵글로색슨 이교(Anglo-Saxon Paganism) 또는 앵글로색슨 신화는 중세 잉글랜드 초기인 서기 5 ~ 8세기에 앵글로색슨족이 믿었던 종교·신앙·전설을 말한다.
북유럽의 초기 철기 시대 종교에서 발전한 이 종교는 5세기 중반 앵글로색슨인의 브리타니아 정착 이후 브리튼섬에 전파되었고 7 ~ 8세기에 앵글로색슨족이 기독교화될 때까지 브리튼섬에서 지배적인 신앙 체계를 유지하였으며 일부 요소는 점차 민속으로 혼합되었다. 기독교화된 앵글로색슨족에 의해 이교라는 경멸적인 표현이 붙었지만 이 종교를 믿었던 사람들이 자신들의 종교에 대한 명칭을 가지고 있지는 않았던 것으로 보인다. 따라서 이교라는 표현을 사용하여 이 신앙 체계를 계속 설명하는 것이 적절한지에 대해 현대 학자들 사이에서 논쟁이 있었다. 앵글로색슨 종교에 대한 현대 지식은 크게 베다 베네라빌리스 및 알드헬름과 같은 앵글로색슨 기독교인들이 저술한 문헌 증거, 지명 증거, 컬트 관습에 대한 고고학적 증거 세 가지 출처에서 비롯되며 앵글로색슨 이교의 본질에 관한 추가 이론은 북유럽과 같은 이웃 사람들의 더 잘 증명된 기독교 이전 신앙 체계와의 비교를 통해 만들어졌다.
앵글로색슨 신화는 ése(단수 ós, 노르드 신화의 애시르 신족에 해당함.)로 알려진 신들에 대한 믿음에 초점을 맞춘 다신교적 신념 체계로, 이 신들 중 가장 두드러진 신은 워덴(Ƿōden)일 것이다. 다른 저명한 신들로는 투노르(Þunor)와 튜(Tīw), 세악스네아트(Seaxnēat), 에오스트레(Ēostre) 등이 있으며, 엘프, 니코르, 드래곤을 포함하여 풍경에 서식하는 다양한 초자연적 존재에 대한 믿음도 있었다. 앵글로색슨족은 게르만족의 일파였기 때문에 대륙 게르만 신화의 신들과 같은 신들을 믿었으며 또 다른 게르만 신화의 일종인 노르드 신화와도 비슷한 종교관을 지녔을 것으로 추측된다. 숭배 행위는 주로 희생을 포함한 헌신의 축제를 중심으로 이루어졌다. 이들 종교의 목재 사원의 존재에 대한 몇 가지 증거도 남아있다. 앵글로색슨 신화의 사후세계 관념에 대해서는 알려진 바가 거의 없지만, 죽은 사람은 일반적으로 엄선된 무덤을 가지고 매장이나 화장을 하였다. 신앙 체계에는 또한 마법과 주술에 대한 요소와 샤머니즘의 한 형태로 분류될 수 있는 요소가 포함되어 있을 가능성이 존재한다.
앵글로색슨 신화의 신들은 영어로 된 요일 이름의 기초를 제공하였으며, 이들 종교와 신화는 이후 문학과 현대 이교에 영향을 미쳤다.

## 같이 보기
- 게르만 이교
- 노르드 이교

## 참고 문헌
- 도현신 (2016). 《지도에서 사라진 종교들: 잊혀지는 신앙과 사라진 신들의 역사》. 서해문집. ISBN 9788974838218.